# Chuzestan
Chuzestan (pers. ‏استان خوزستان‎) – ostan w południowo-zachodnim Iranie nad Zatoką Perską. Stolicą jest Ahwaz.

## Geografia

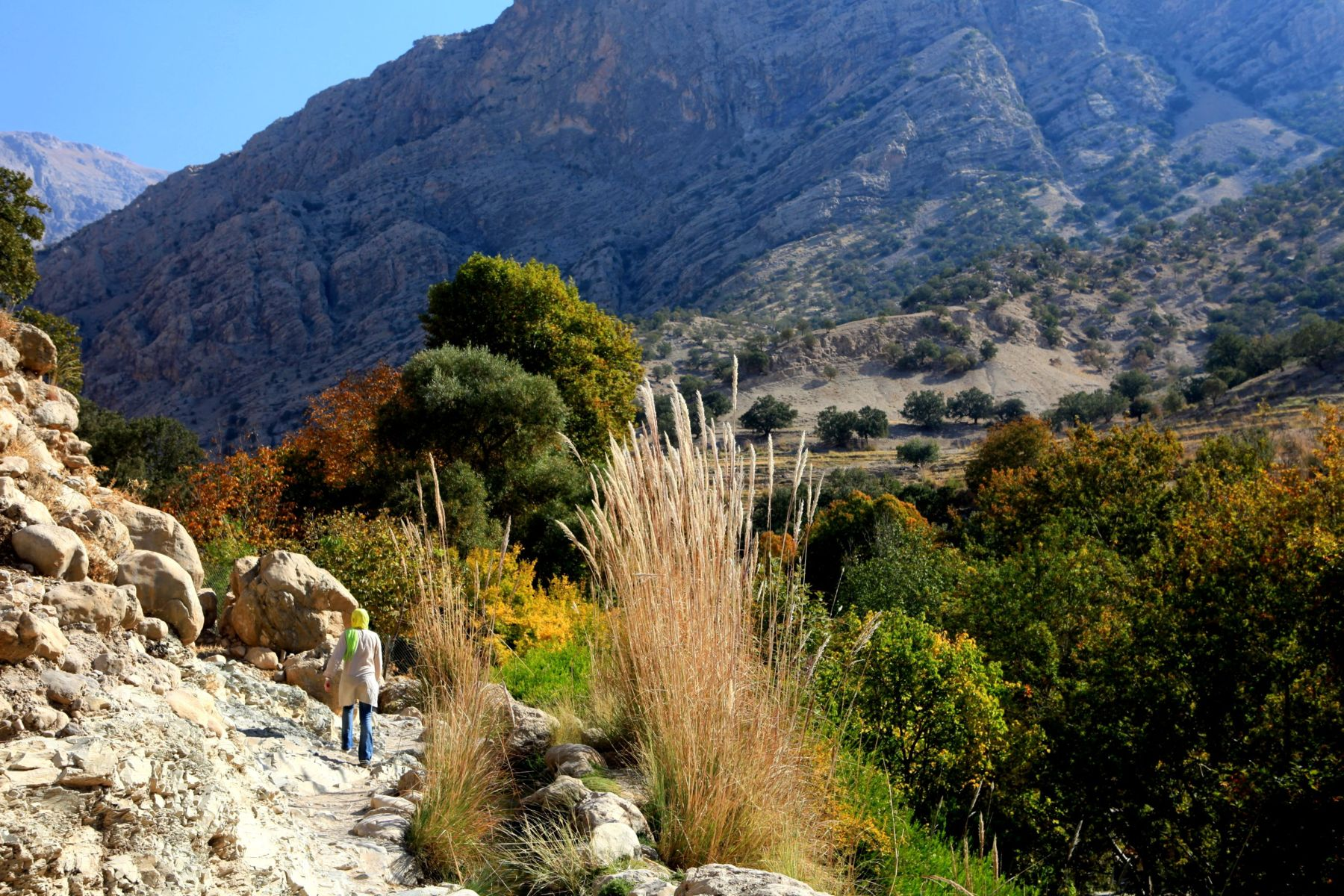
Góry Zagros w Chuzestanie

Chuzestan położony jest w południowo-zachodnim Iranie w obrębie czwartego regionu administracyjnego. Od północnego zachodu graniczy z Ilamem, od północy z Lorestanem, od północnego wschodu z Isfahanem, od zachodu z ostanami Czahar Mahal wa Bachtijari i Kohgiluje wa Bujerahmad, od zachodu z Irakiem, a od południa leży nad wodami Zatoki Perskiej. Zajmuje powierzchnię 64 055 km². Przez Chuzestan przepływają m.in. rzeki Char Rud, Rudchane-je Dez, Rudchane-je Karche, Rudchane-je Karun i Rud-e Marun.
Do większych miejscowości zlokalizowanych na terenie ostanu należą: stołeczny Ahwaz, Bandar-e Mahszahr, Dezful, Abadan, Ize, Behbehan, Masdżed-e Solejman, Suza, Ramhormoz, Bandar-e Chomejni, Susangerd, Chorramszahr, Andimeszk, Szadegan, Szusztar, Omidije, Haftkel, Hendidżan, Ramszir.

## Demografia
Według spisu ludności z 2006 roku Chuzestan zamieszkiwało 4 274 979 osób. Spis ludności z 2011 roku podaje 4 531 720 mieszkańców, co stanowi 6,03% populacji państwa. Wśród tych osób 2 286 209 stanowili mężczyźni, a 2 245 511 kobiety. 69,5% stanowiła ludność w wieku 15-64 lat, 26,4% w wieku do lat 14, a 4,1% w wieku lat 65 i starsi.
Dla porównania, w 1966 roku ostan liczył 2 425,6 tys. mieszkańców (przy ówczesnej powierzchni 117,7 tys. km²).